# Zexmenia
Zexmenia es un género de plantas fanerógamas perteneciente a la familia de las asteráceas.   Comprende 137 especies descritas y de estas, solo 9 aceptadas.

## Taxonomía
El género fue descrito por Pablo de La Llave y publicado en Novorum Vegetabilium Descriptiones 1: 13. 1824. La especie tipo es Zexmenia serrata La Llave	
Etimología
Zexmenia:  es un acrónimo de Ximénez, en honor del insurgente Mariano Jiménez

## Especies aceptadas
A continuación se brinda un listado de las especies del género Zexmenia aceptadas hasta julio de 2012, ordenadas alfabéticamente. Para cada una se indica el nombre binomial seguido del autor, abreviado según las convenciones y usos.
- Zexmenia aspilioides (Griseb.) Hassl.
- Zexmenia brachylepis (Griseb.) Cabrera
- Zexmenia buphtalmiflora (Lorentz) Ariza
- Zexmenia buphthalmiflora (Lorentz) Ariza Esp.
- Zexmenia monocephala (DC.) Heynh.
- Zexmenia phyllocephala (Hemsl.) Standl. & Steyerm.
- Zexmenia serrata La Llave
- Zexmenia simplex (V.M.Badillo) R.L.Hartm. & Stuessy
- Zexmenia virgulta Klatt